# Jin Ping Mei
Jin Ping Mei o El ciruelo en el vaso de oro (chino: 金瓶梅, pinyin: Jīn Píng Méi) (también El loto de oro) es una novela naturalista china compuesta en lengua vernácula (baihua) a finales de la dinastía Ming. El autor fue Lanling Xiaoxiao Sheng (兰陵笑笑生), "El burlesco erudito de Lanling", un claro seudónimo. Las versiones más tempranas de la novela sólo existen en documentos manuscritos; el primer libro impreso en bloque fue publicado en 1610. La versión más completa de hoy consta de cien capítulos.
Jin Ping Mei es considerada a veces la quinta novela clásica tras "Las cuatro novelas clásicas chinas". Es la primera obra completa de ficción china en describir la sexualidad de un modo gráficamente explícito, y como tal tiene una notoriedad en China similar a Fanny Hill o El amante de Lady Chatterley en inglés.
Jin Ping Mei toma su nombre de los tres personajes femeninos centrales — Pan Jinlian (潘金蓮, cuyo nombre significa "Loto de oro"); Li Ping'er (李瓶兒, literalmente, "Pequeño vaso"), una concubina de Ximen Qing; y Pang Chunmei (龐春梅, "Flores de ciruelo de primavera"), una joven doncella que llegó al poder en la familia.
Dentro de las sociedades chinas, Jin Ping Mei es considerado material pornográfico, debido a su contenido.

## Argumento
La novela describe, en gran detalle, la caída de la casa Ximen durante los años 1111-27 (durante la dinastía Song del Norte). La historia se centra en Ximen Qing 西門慶, un escalador social corrupto y comerciante lujurioso que es lo suficientemente rico como para casarse con un consorte de esposas y concubinas.
Un episodio clave de la novela, la seducción de la adúltera Pan Jinlian, se produce al principio del libro y se toma de un episodio de Bandidos del pantano. Después de asesinar en secreto al esposo de Pan, Ximen Qing se casa con ella como una de sus esposas. La historia sigue las luchas domésticas sexuales de las mujeres dentro de su clan como clamor por el prestigio y la influencia en medio del gradual declinar del clan Ximen.

## Evaluación
Identificado durante siglos como pornográfico y oficialmente prohibido la mayor parte del tiempo, el libro ha sido sin embargo leído subrepticiamente por gran parte de la clase culta. Sólo desde la dinastía Qing ha sido revaluado como literatura. Estructuralmente tenso, lleno de poesía clásica china y sorprendentemente maduro incluso como ficción temprana, también se ocupa de cuestiones sociológicas más extensas — como el papel de la mujer en la sociedad china antigua y la política sexual — funcionando simultáneamente como una novela de costumbres y una alegoría de la corrupción humana.
El aclamado crítico de la dinastía Qing, Zhang Zhupo, lo describió como 'el libro más increíble existente bajo los cielos' (第一奇書), y en el siglo XX, el influyente autor Lu Xun lo tuvo también en gran estima.
La historia contiene un número sorprendente de descripciones de juguetes sexuales y técnicas coitales que serían considerados fetichismo hoy día, así como una gran cantidad de chistes subidos de tono, y oblicuos pero aun así excitantes eufemismos sexuales. Los críticos han argumentado que las descripciones altamente sexuales son esenciales, y han ejercido lo que ha sido denominado una influencia "liberadora" en otras novelas chinas que tratan sobre la sexualidad, más notablemente en el Sueño en el pabellón rojo.
Poco se sabe sobre el autor a excepción de algunas conjeturas de que puede haber sido un sacerdote taoísta que escribió para exponer la moral de desintegración y la corrupción de finales de la dinastía Ming.

## Conexión conBandidos del pantano
- El capítulo inicial está basado en un episodio del "Tigre asesino" Wu Song en Bandidos del pantano. La historia es acerca de Wu Song vengando el asesinato de su hermano mayor Wu Da Lang.
- En Bandidos del pantano Ximen Qing fue castigado al final siendo brutalmente asesinado en pleno día por Wu Song. En Jin Ping Mei, sin embargo, Ximen Qing tiene una muerte horrible debido a una sobredosis accidental de pastillas afrodisíacas.

## Ediciones
Castellano
Inédita hasta ahora en nuestra lengua, la primera traducción directa del chino a cargo de Alicia Relinque Eleta supone así mismo la versión más completa a una lengua occidental que existe actualmente en el mundo. Incluye los cien grabados en blanco y negro de la edición original del siglo XVII y doce ilustraciones a color de un álbum del siglo XIX. Existe a su vez una versión indirecta procedente de varias traducciones clásicas del francés, inglés y alemán a cargo de Xavier Roca-Ferrer.
- El erudito de las carcajadas. Jin Ping Mei. Obra completa. Colección Memoria mundi. Traducción, prólogo y notas Alicia Relinque Eleta. Cartoné. Vilahur: Ediciones Atalanta. ISBN 978-84-938466-7-1.

1. Volumen I (Cuarta edición). 2010. ISBN 978-84-937784-7-7.
2. Volumen II. 2011. ISBN 978-84-938466-4-0.

- Anónimo (2010). Flor de Ciruelo en Vasito de Oro. Colección Áncora & Delfin. Traductor Xavier Roca-Ferrer. Tapa dura con sobrecubierta. Barcelona: Ediciones Destino.

1. Libro de las Primaveras y los Veranos. ISBN 978-84-233-4332-4.
2. Libro de los Otoños y los Inviernos. ISBN 978-84-233-4333-1.

Inglés
The Golden Lotus (1939), traducido por Clement Egerton con la ayuda del célebre novelista chino Lao She, que debido a la naturaleza de la novela se negó a reclamar ningún crédito por su versión en inglés. La traducción es un clásico de su tiempo y es de fácil lectura en la actualidad. Fue una versión expurgada, aunque completa. Algunas de las partes más explícitas fueron traducidas al latín.
- Clement Egerton trad., The Golden Lotus, London, 1938, 4 vols.

La traducción de David Tod Roy, publicada por Princeton University Press, es considerada la mejor versión inglesa. Sin embargo hasta la fecha sigue siendo incompleta: sólo tres de cinco volúmenes proyectados han sido publicados.
- The Plum in the Golden Vase, or Chin P'ing Mei: Volume One: The Gathering (1993)
- The Plum in the Golden Vase, or Chin P'ing Mei: Volume Two: The Rivals (2001)
- The Plum in the Golden Vase, or Chin P'ing Mei: Volume Three: The Aphrodisiac (2006)

El novelista gráfico Magnus creó una novela gráfica truncada vagamente basada en Jin Ping Mei titulada 110 Sexpills que se centraba en las hazañas sexuales y eventual caída de Ximen Qing (aunque con el apellido Ximen tomado como nombre de pila del personaje y viceversa).
Zi-Yun Wei fue un destacado erudito más conocido por su estudio del Jin Ping Mei.[cita requerida]